# Valkóváralja
Valkóváralja (románul Sub Cetate) falu Romániában, Szilágy megyében. Közigazgatásilag Alsóvalkóhoz tartozik.

## Fekvése
A Réz-hegység északi lábánál, Alsóvalkótól 5 km-re délnyugatra, Szilágysomlyótól 20 km-re délnyugatra, a Berettyó két partján fekszik.

## Története
A falu mellett állnak Valkó várának romjai. A vár Borsa Kopasz fiáé Bekcsé volt, akitől 1317-ben a király megszerezte. A krasznai ispánsághoz tartozott. 1341-ben a király Dancs mesternek adta cserébe.
1404-ben Zsigmond serege megostromolta a lázadókhoz csatlakozott Bánfi Lászlótól és Györgytől. Ezután továbbra is a Bánfiaké maradt. A falunak 1910-ben 455, túlnyomórészt román lakosa volt. A trianoni békeszerződésig Szilágy vármegye Krasznai járásához tartozott.